# Bundesautobahn 1
Bundesautobahn 1 (literalmente en alemán: Autopista Federal 1, de forma abreviada Autobahn 1, y denominación alfanumérica BAB 1 o A 1) es una Autobahn (autopista) alemana. Discurre desde Oldenburg (en Holstein) a Saarbrücken, durante un recorrido de 730 km, aunque sin embargo, aún hay tramos incompletos entre las ciudades de Colonia y Tréveris. La  207 continúa al norte, de Oldenburg a Puttgarden, al final de la isla de Fehmarn, con un ferry a Rødby, Dinamarca.
El tramo al norte de Hamburgo forma parte de la Vogelfluglinie (Línea del pájaro volador) y se encuentra conectado mediante un puente a Dinamarca y Copenhague. El término Hansalinie (Línea Hansa) hace referencia al tramo que va desde Lübeck (norte de Hamburgo) hasta el sur del Área del Ruhr (cerca de Dortmund). La Autobahn cuenta con dos o tres carriles por cada sentido, dependiendo del tramo. Son frecuentes los atascos cerca de Hamburgo, entre Hamburgo y Münster (durante periodos de vacaciones), entre Dortmund y Colonia a causa de obras en la carretera, y muy especialmente alrededor de Colonia. Durante la hora punta, el tramo que circunvala Colonia suele estar muy congestionado (AADT 100000-120000), especialmente la calzada sur, que padece congestión severa.

## Historia
La A1 y la A2 se comenzaron a trazar y planear en la década de 1920, durante la República de Weimar. El enlace entre ambas (Kamener Kreuz) fue uno de los primeros enlaces tipo trébol de Alemania, inaugurado en 1937.

## Planes
La A 1 sigue extendiéndose por el norte, es más, se planea inaugurar en 2006 la extensión a Heiligenhafen. 
El intercambio Vulkaneifel con la A 48, justo al sur de Colonia, fue construido en la década de los 70. Se han realizado planes para completar el enlace que aún falta. Hasta entonces, el tráfico entre las dos secciones debe tomar la A 48 y la A 61.